# Río Correntoso

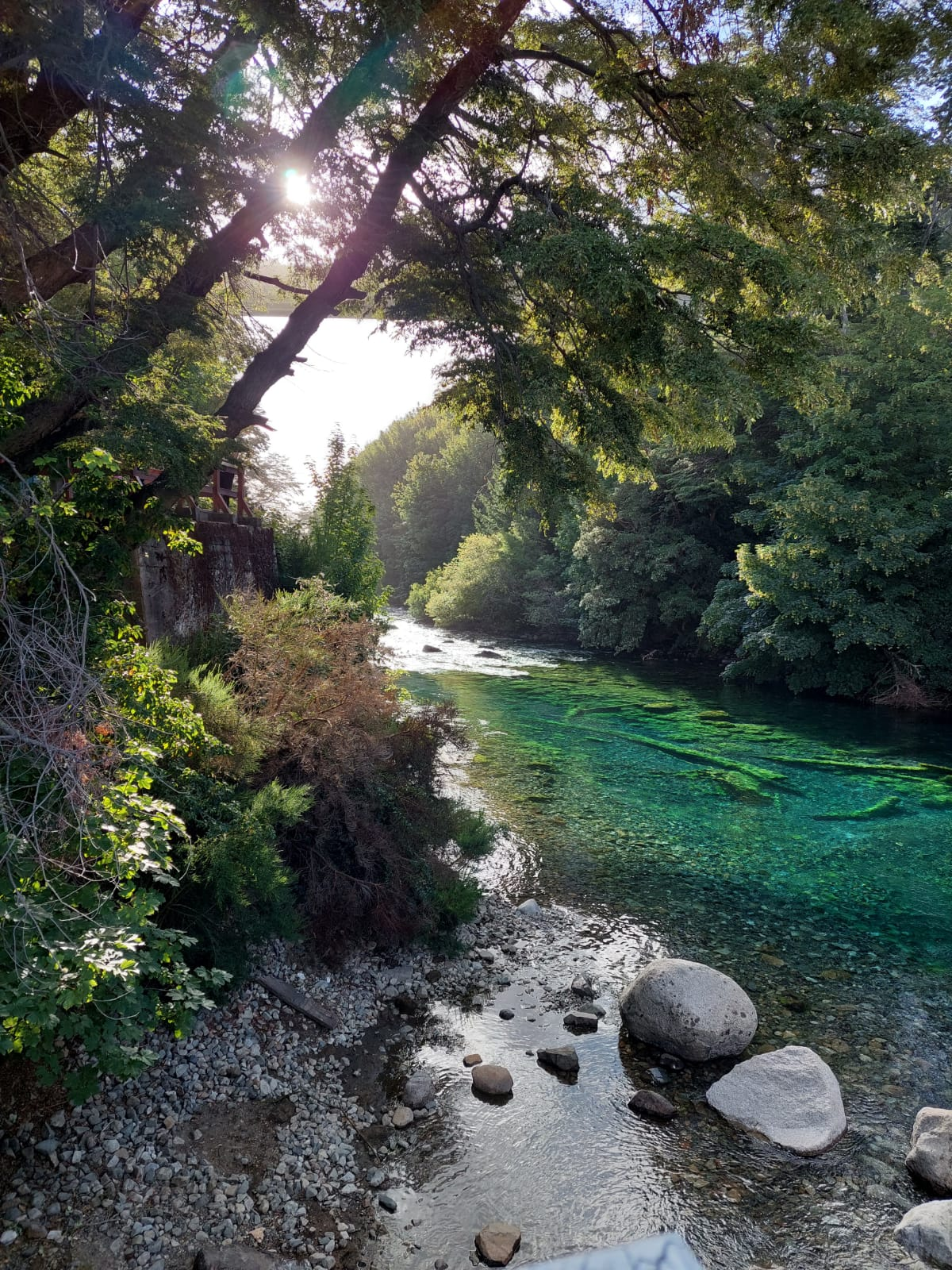
Rio Correntoso - Villa La Angostura

El río Correntoso es un río ubicado en Villa La Angostura (Argentina). Este río va desde el lago Correntoso hacia el lago Nahuel Huapi, destacándose por ser uno de los ríos más cortos del mundo, con entre 200 y 300 m de longitud (dependiendo de la altura de los lagos). Este río es famoso entre los entusiastas de la pesca con mosca, por la abundancia de truchas de gran tamaño, especialmente en la desembocadura hacia el lago Nahuel Huapi.
Sobre el río, se encuentran dos puentes, uno peatonal, muy frecuentado por turistas, y otro de mucho mayor tamaño, sobre el que circula la ruta nacional 40.

## Galería

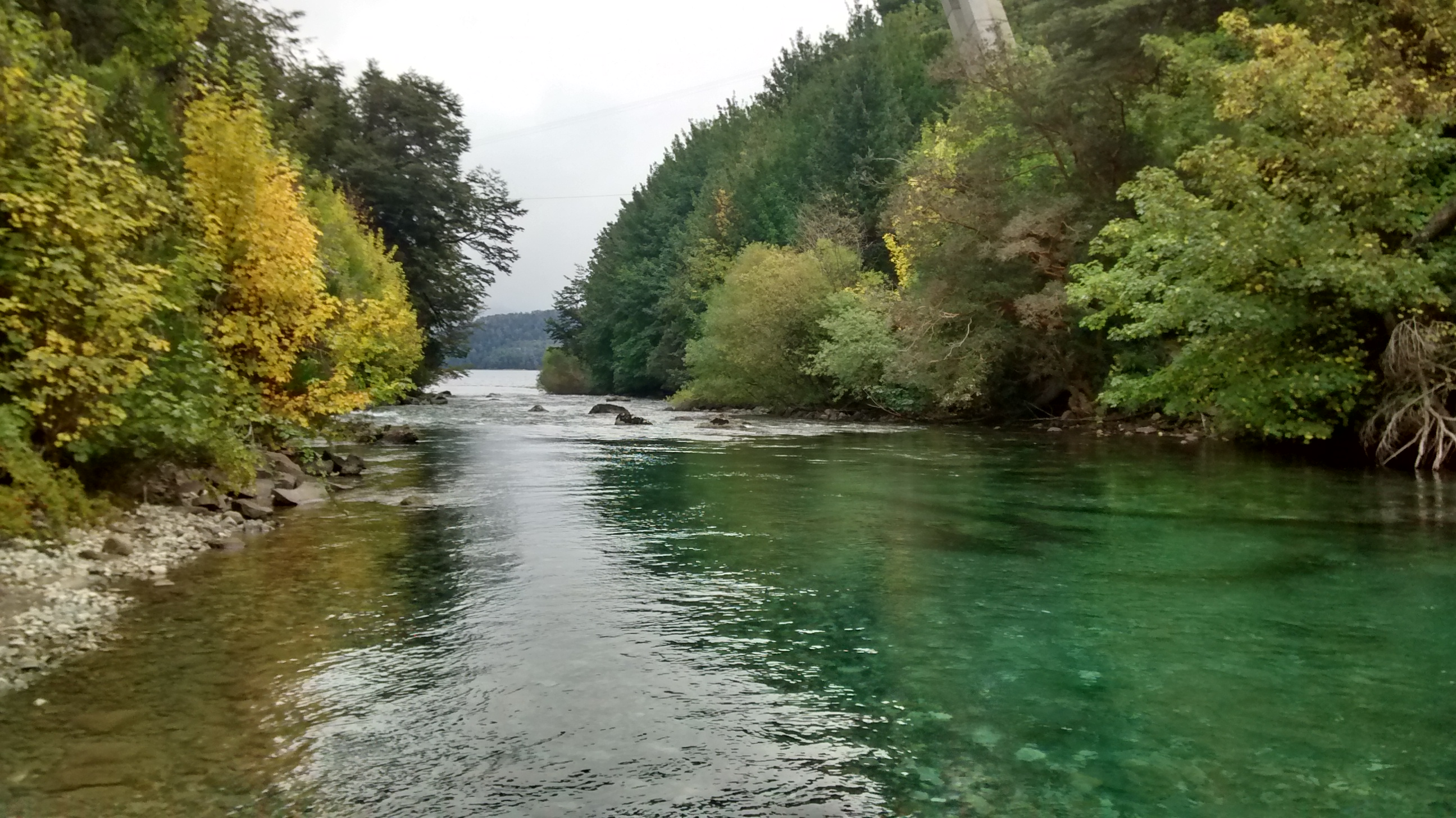
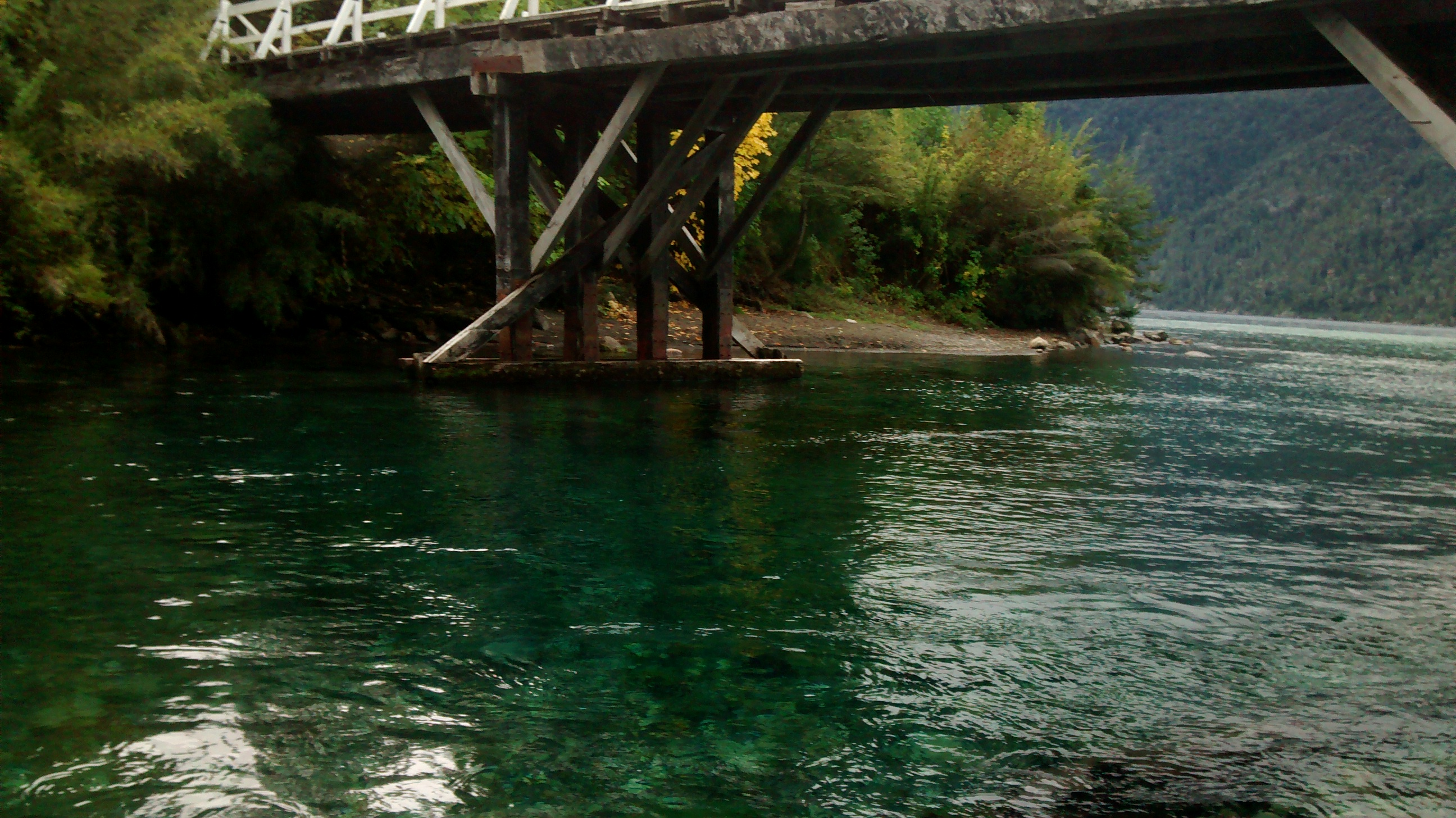
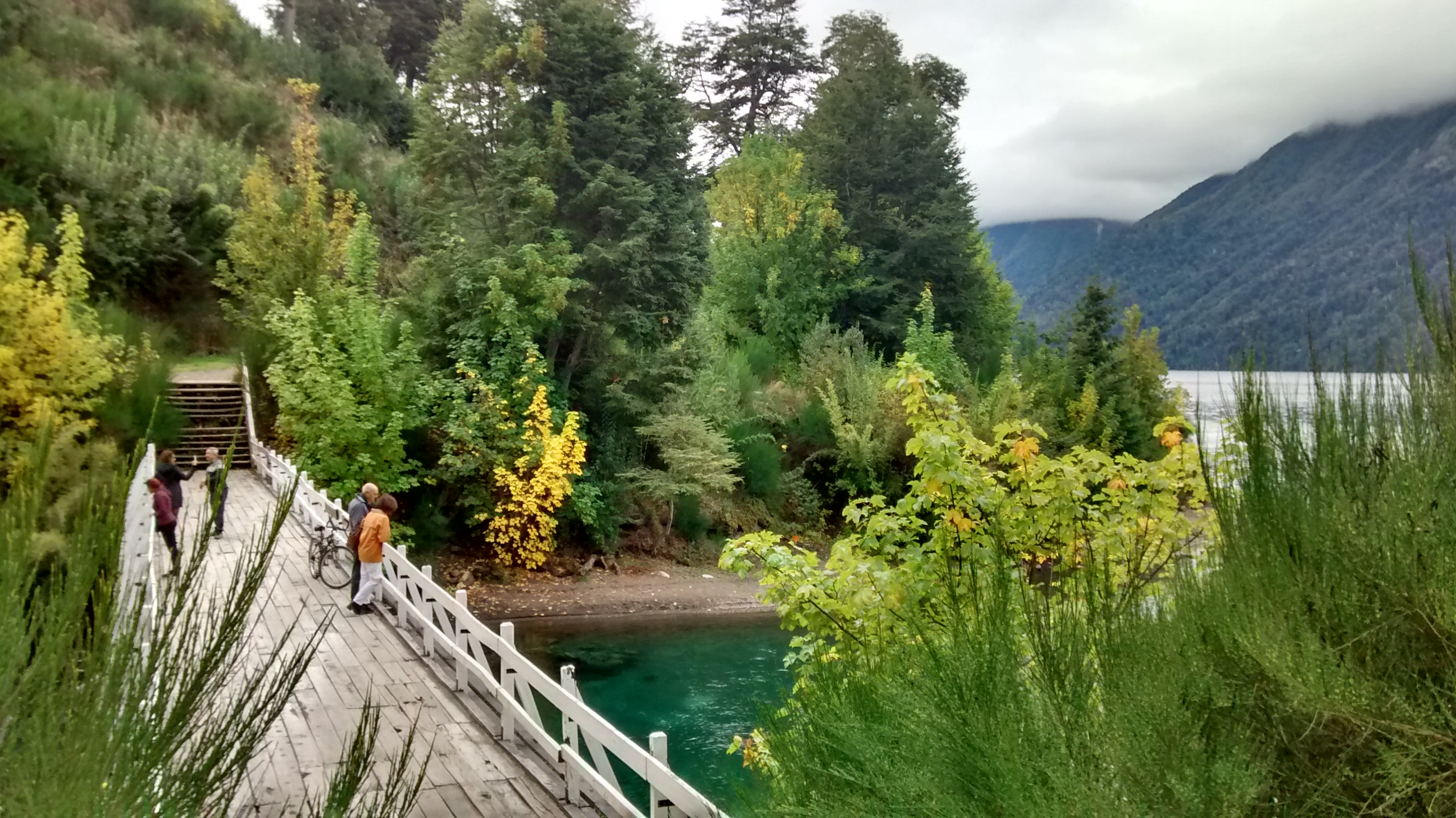
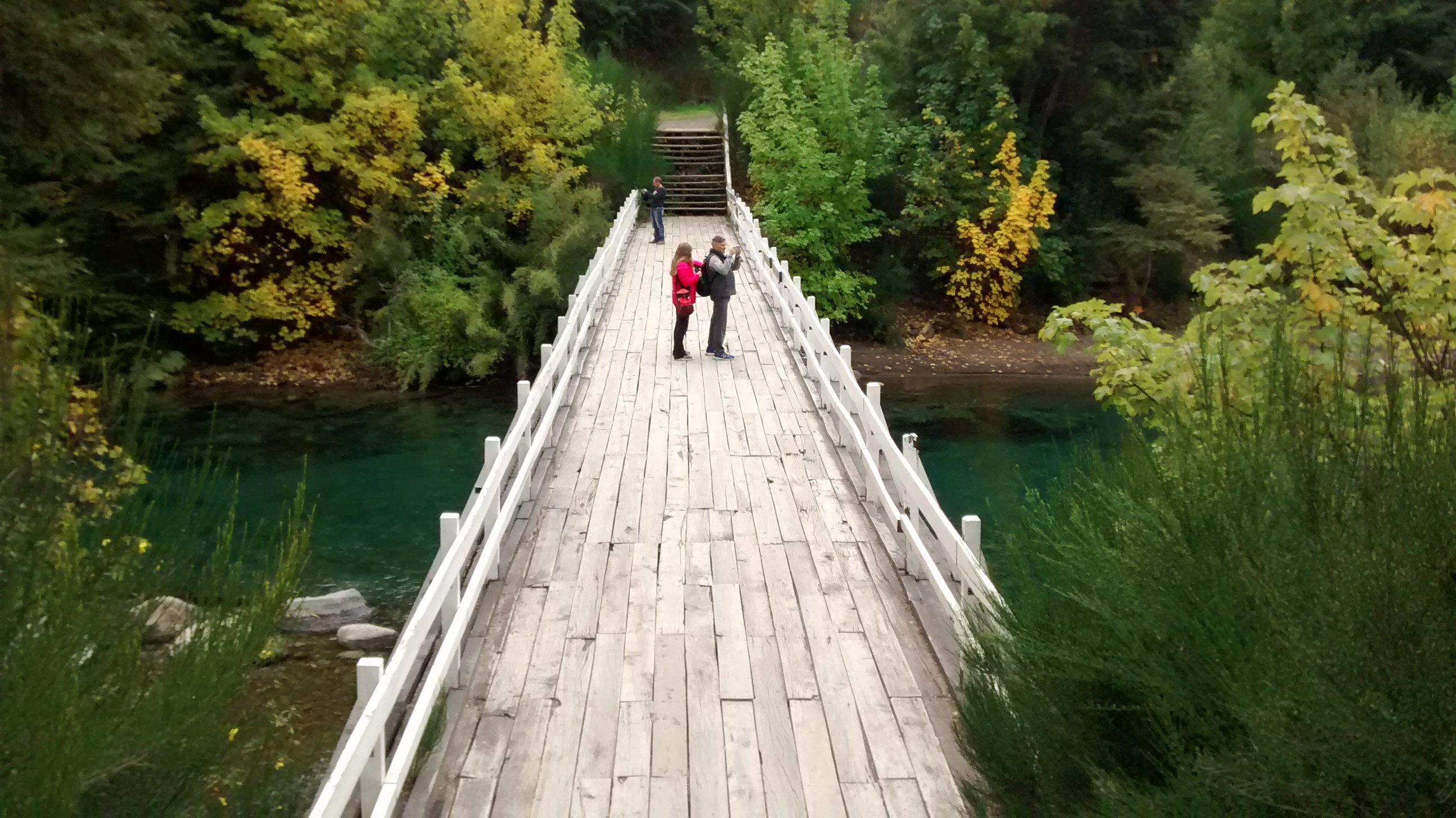
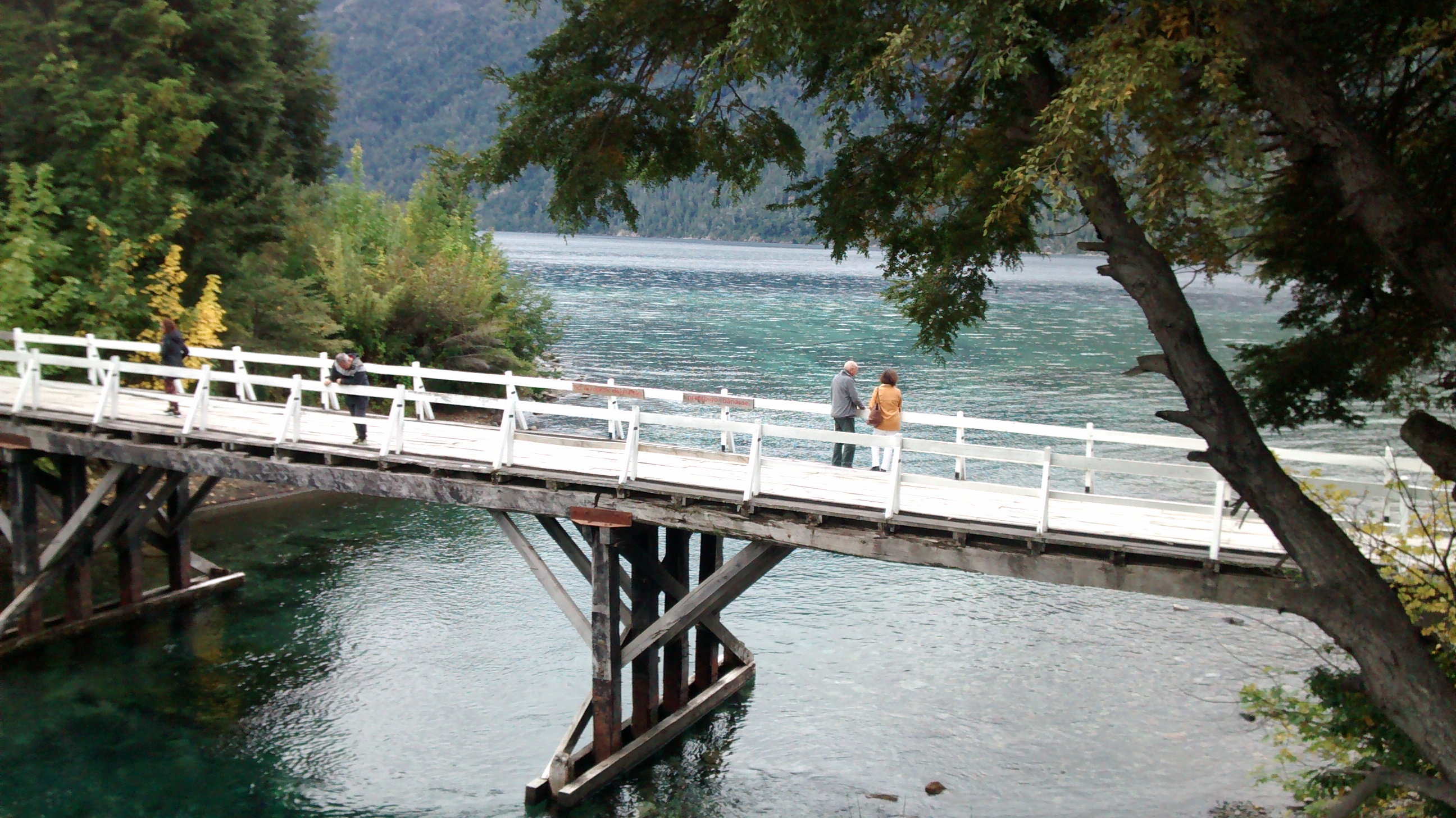
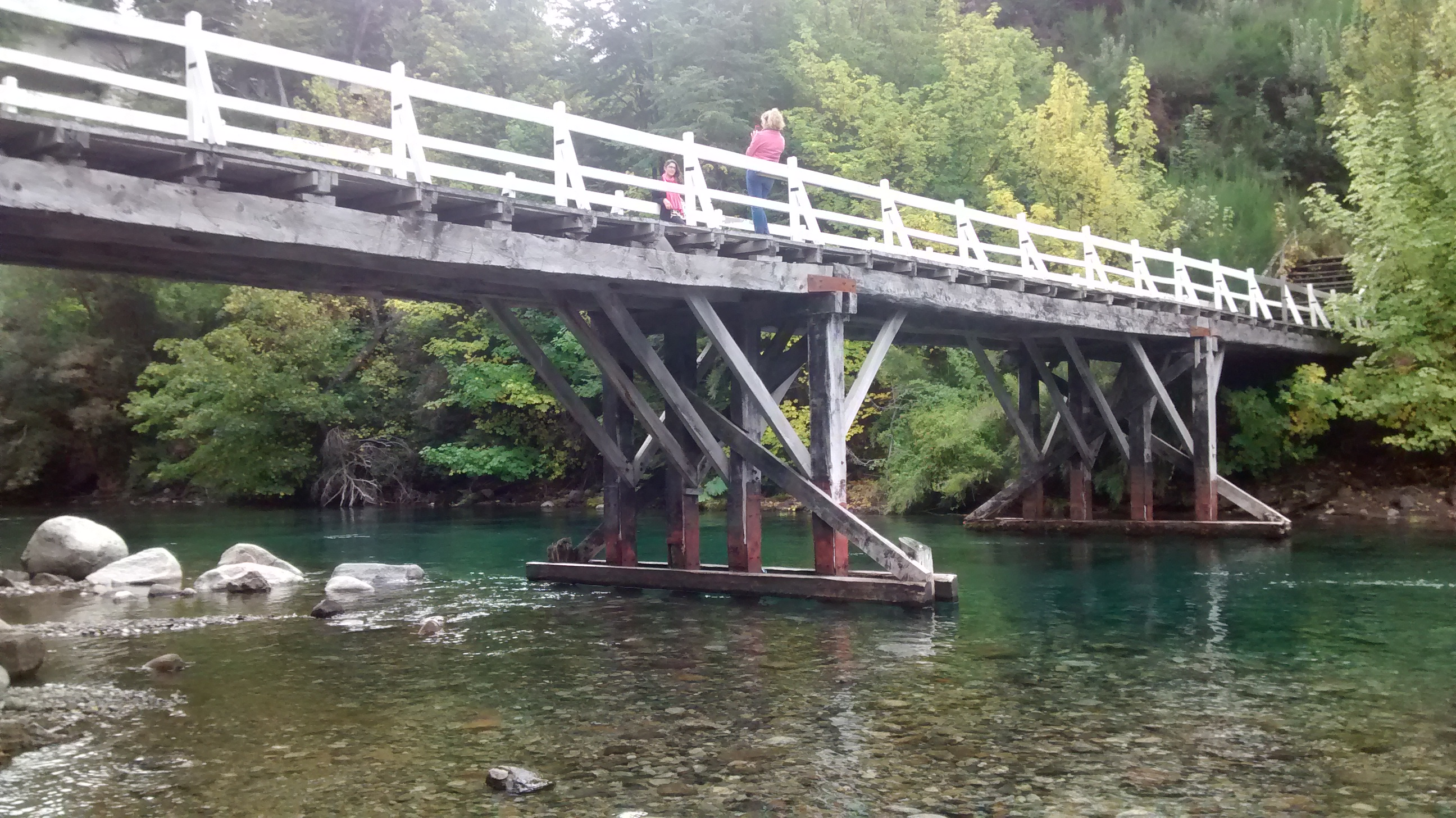
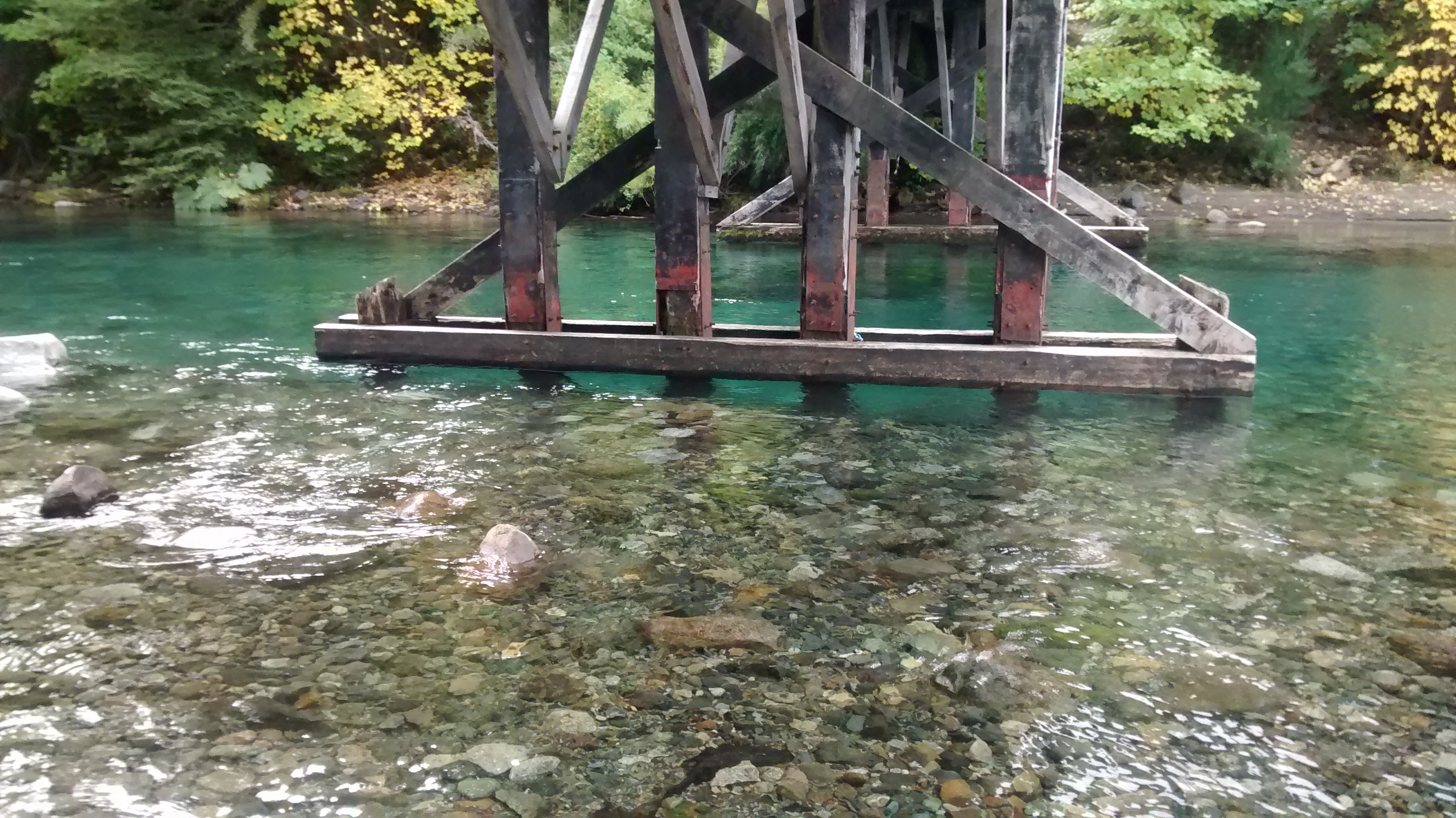
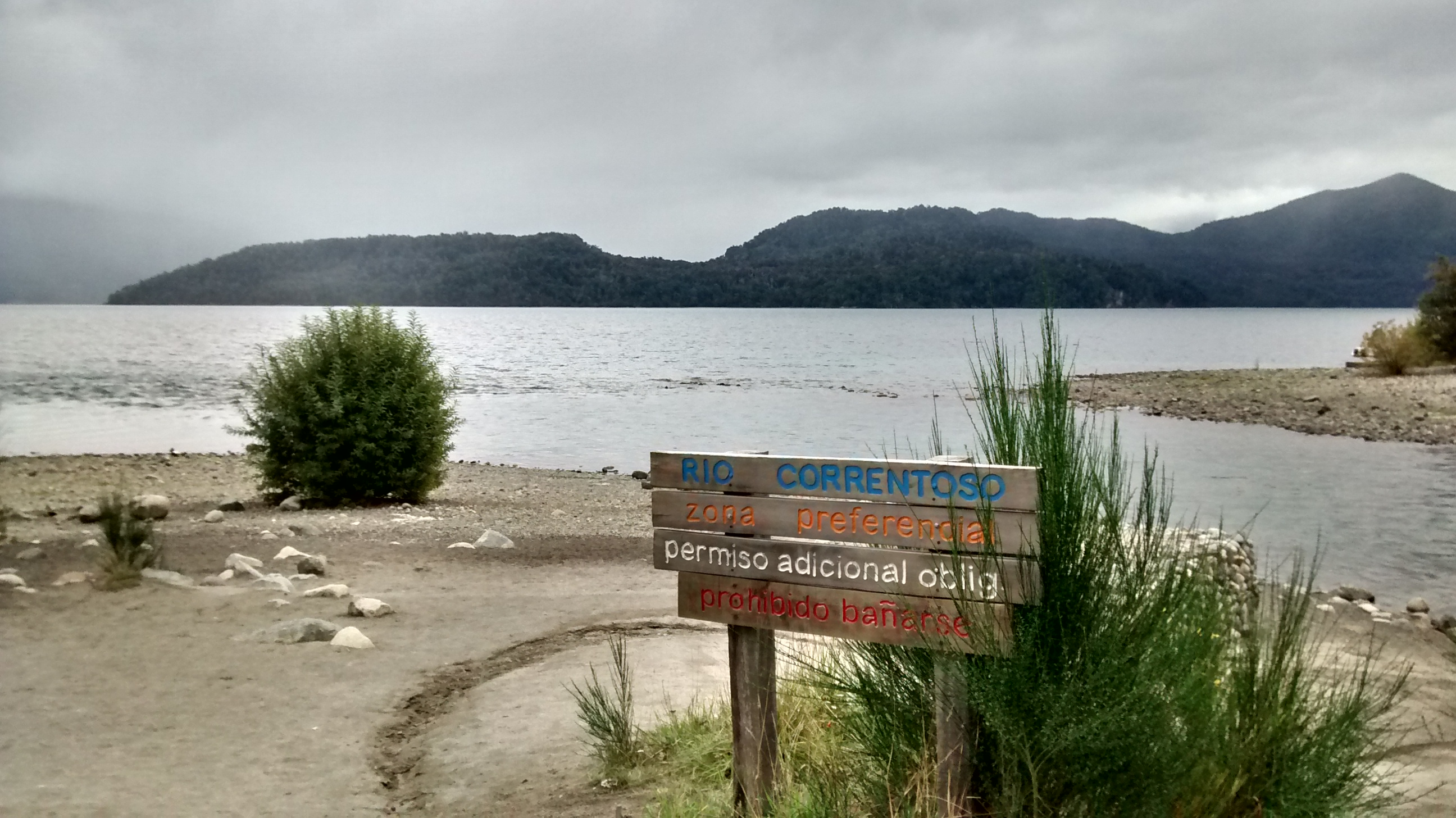
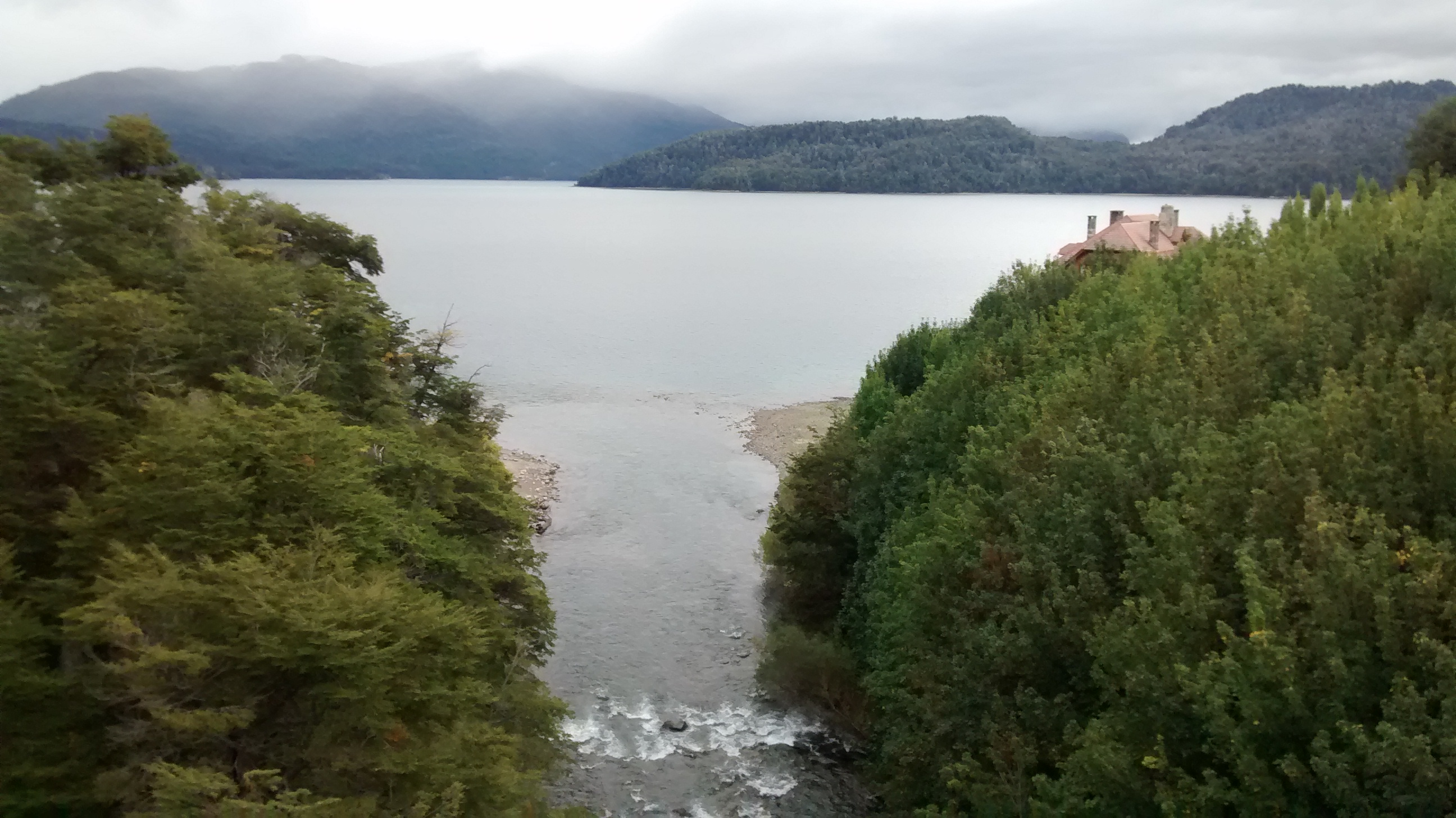
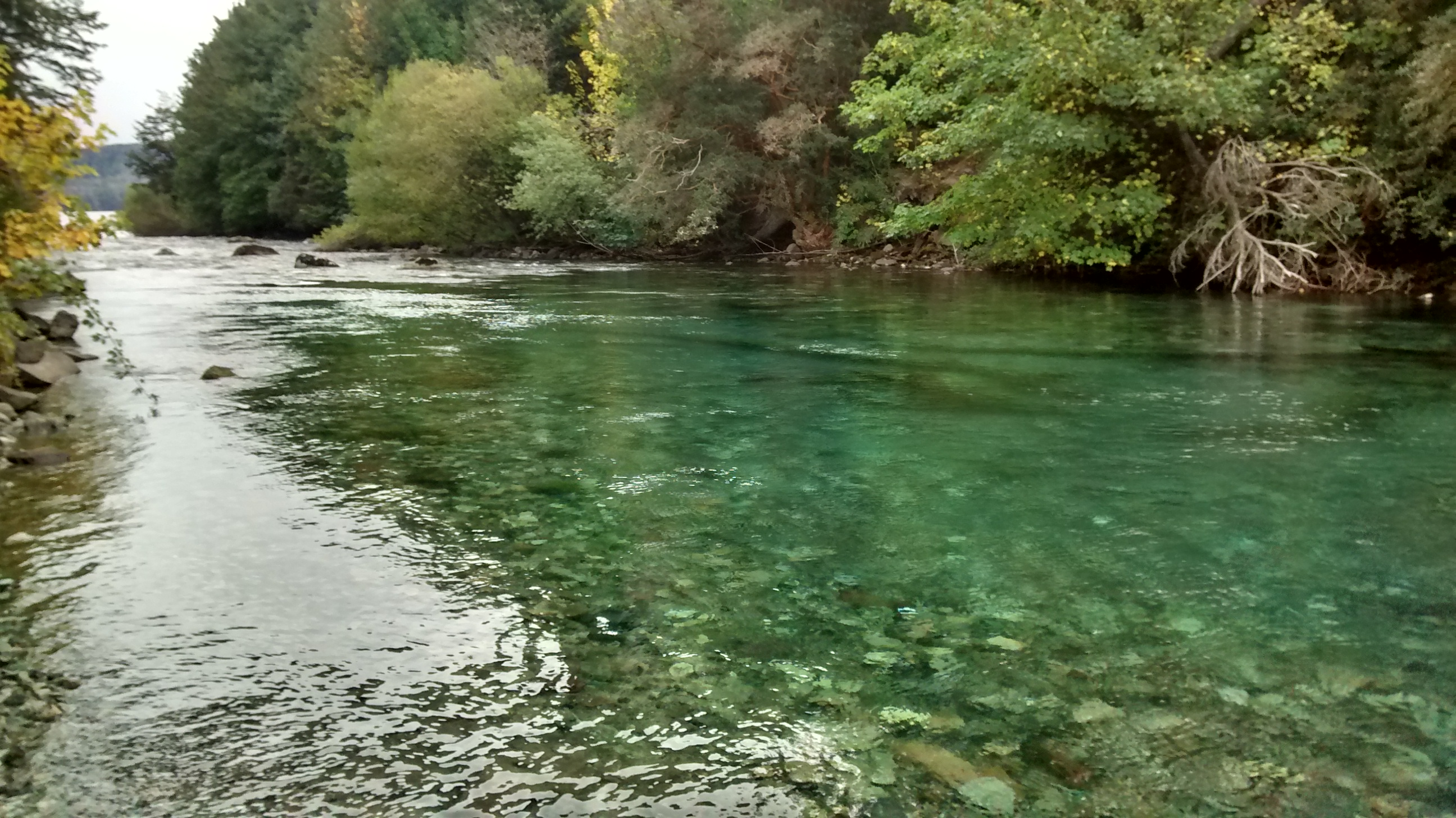
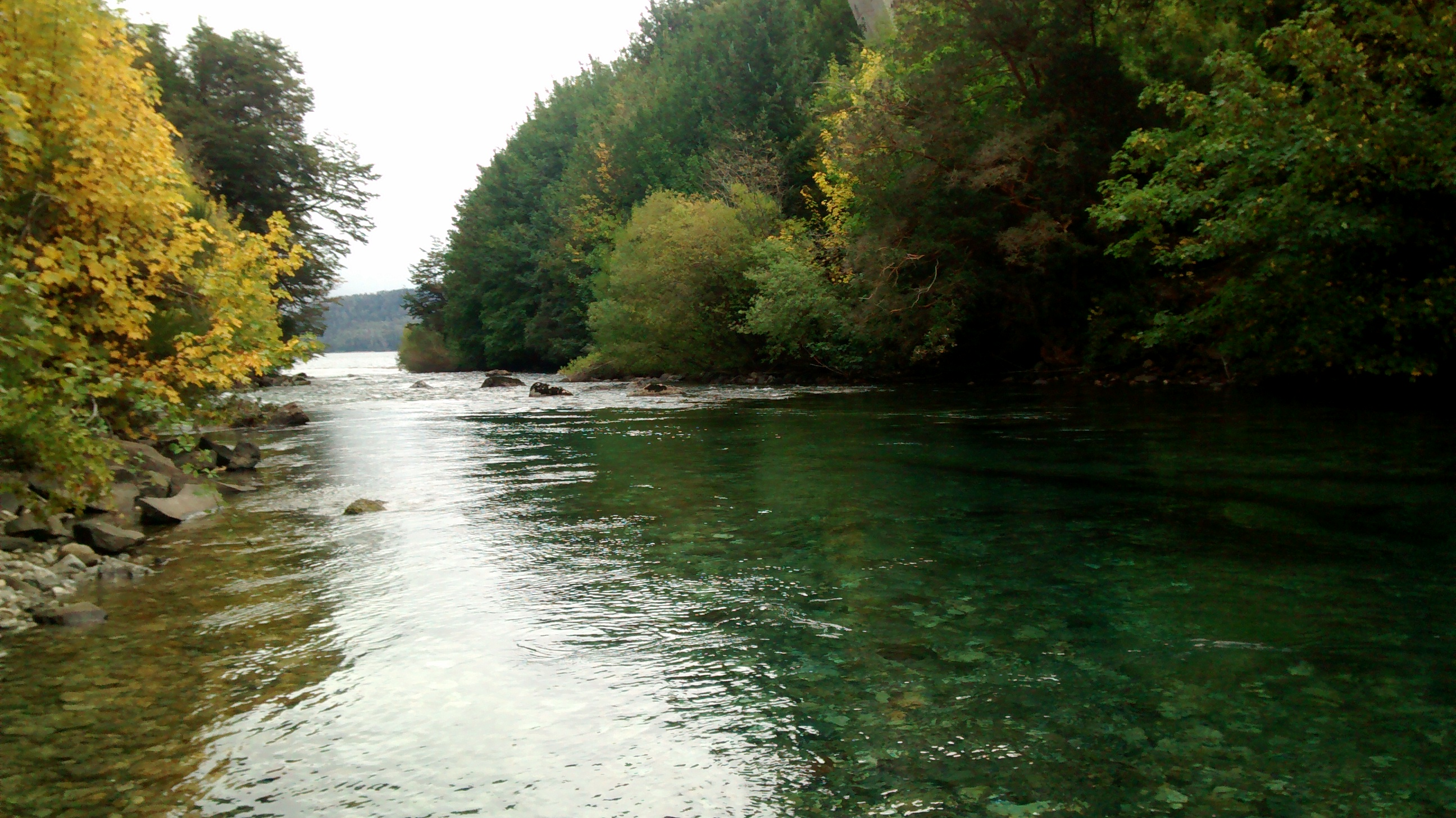
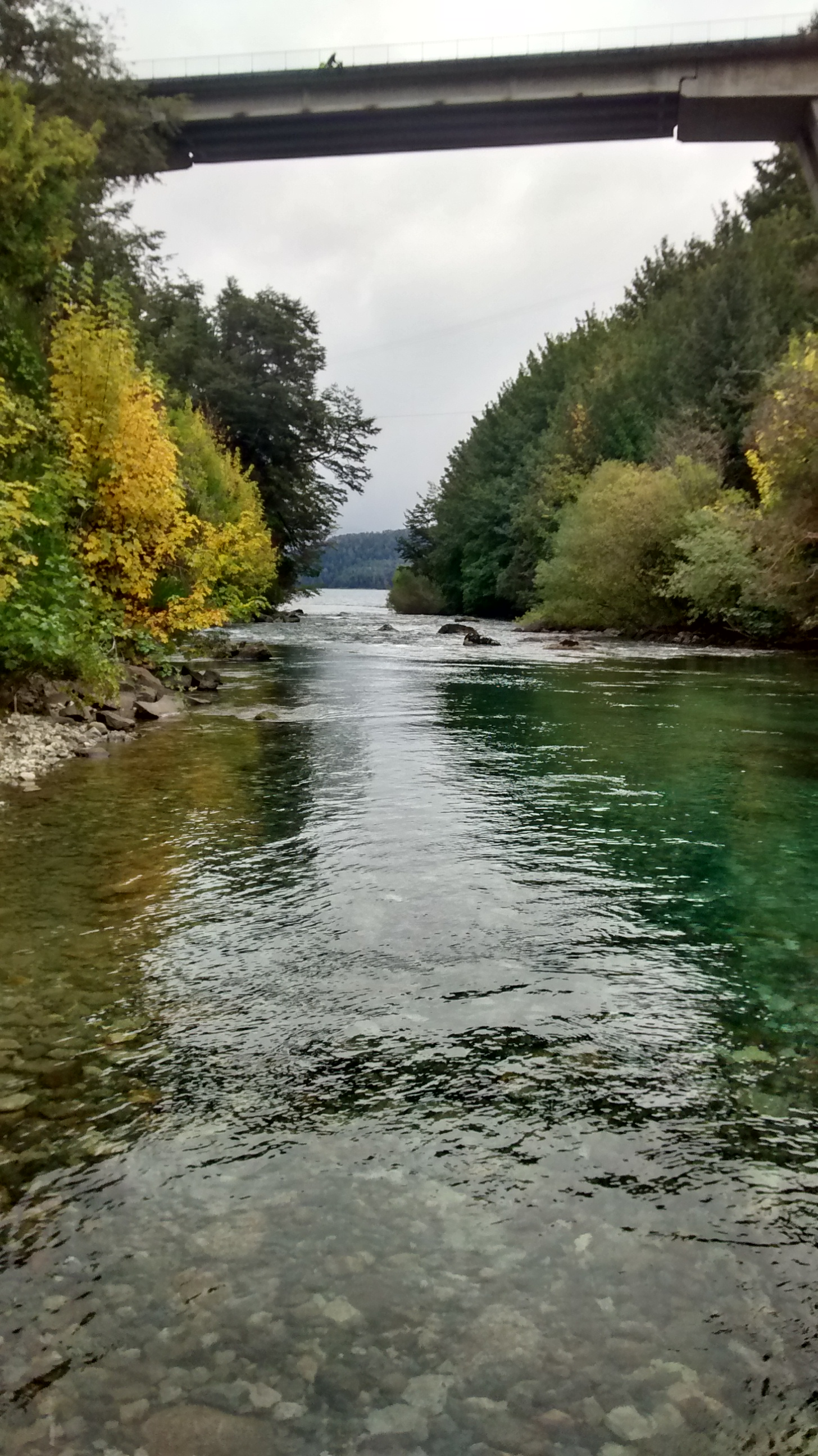
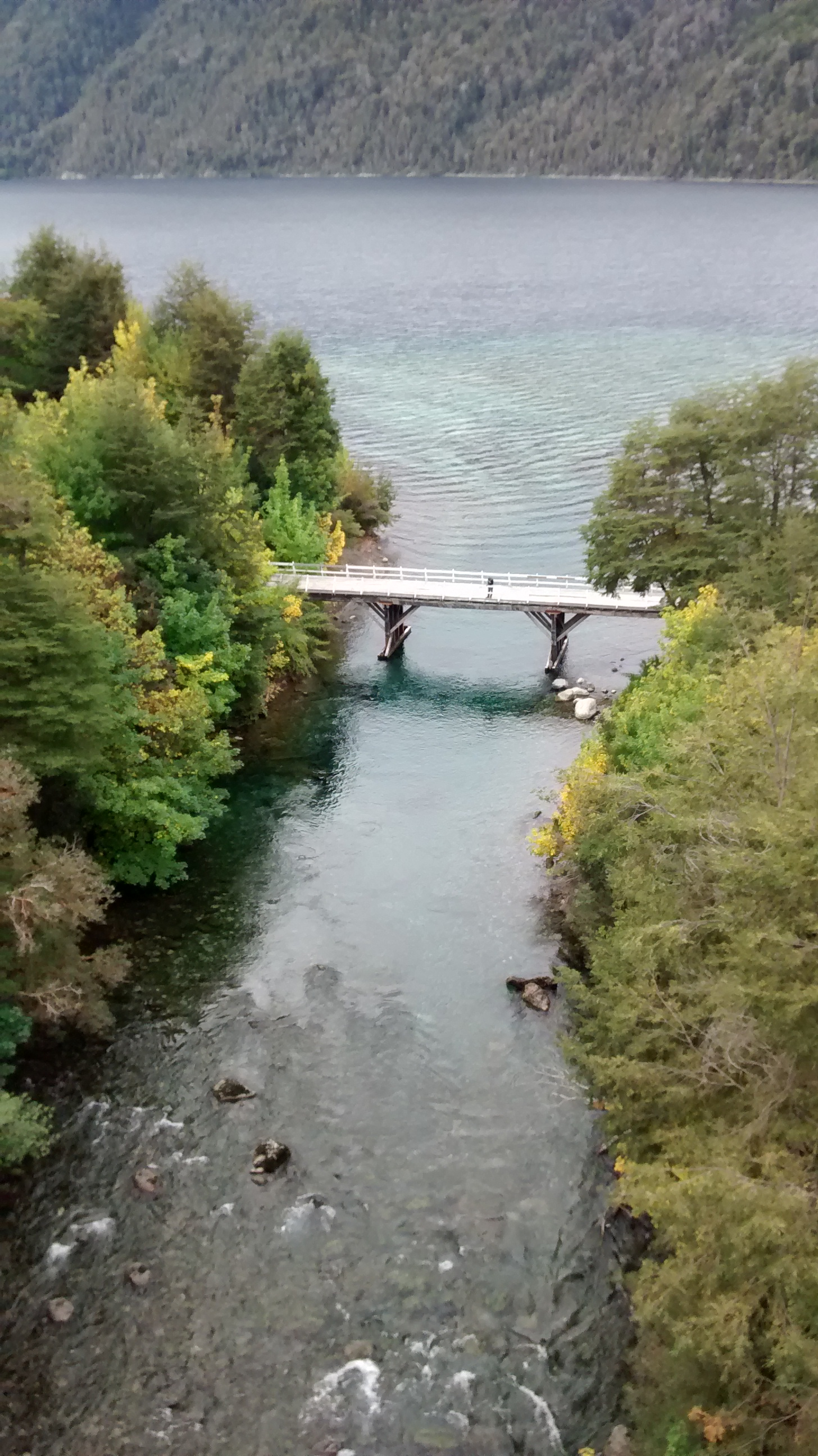
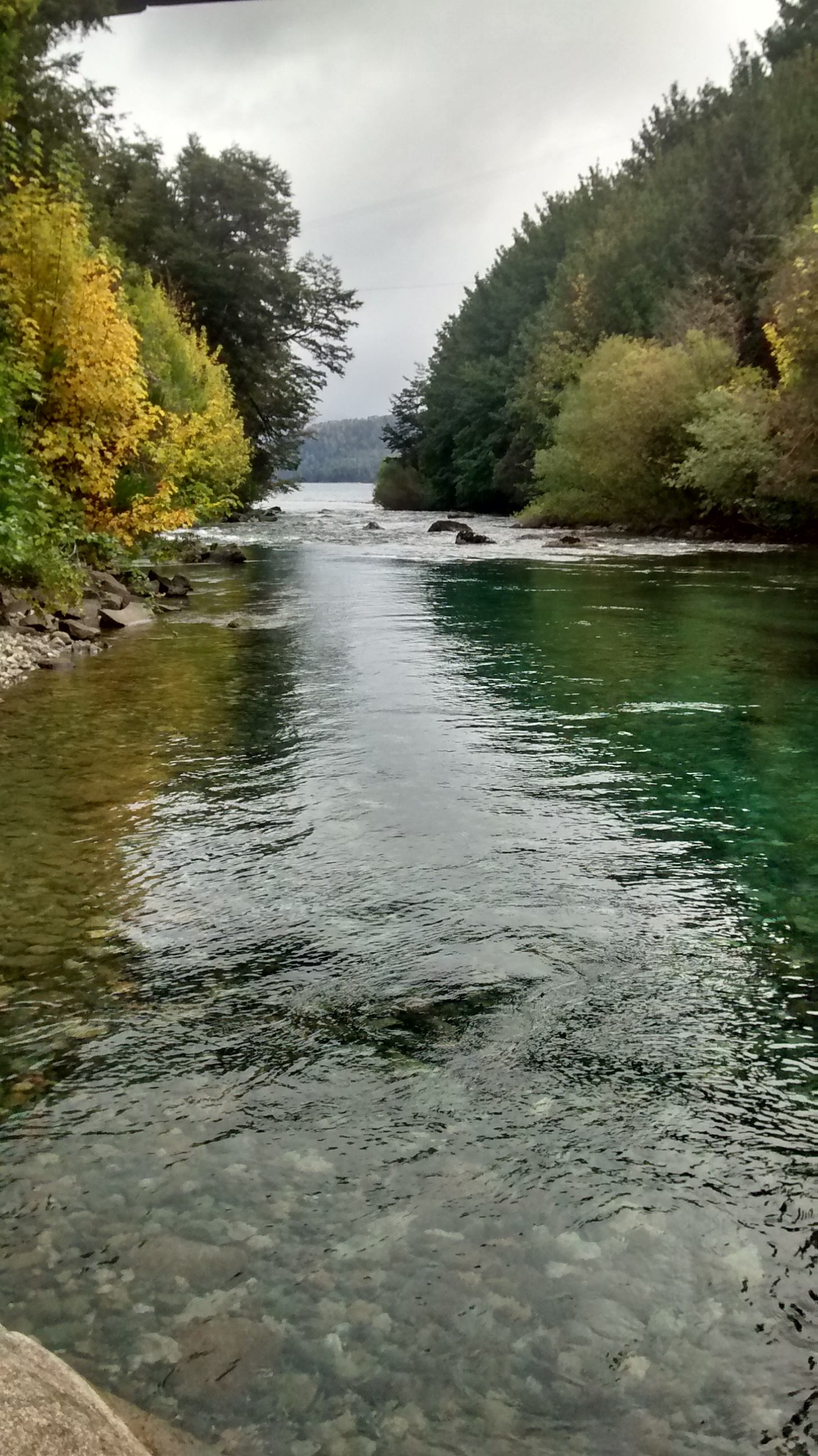
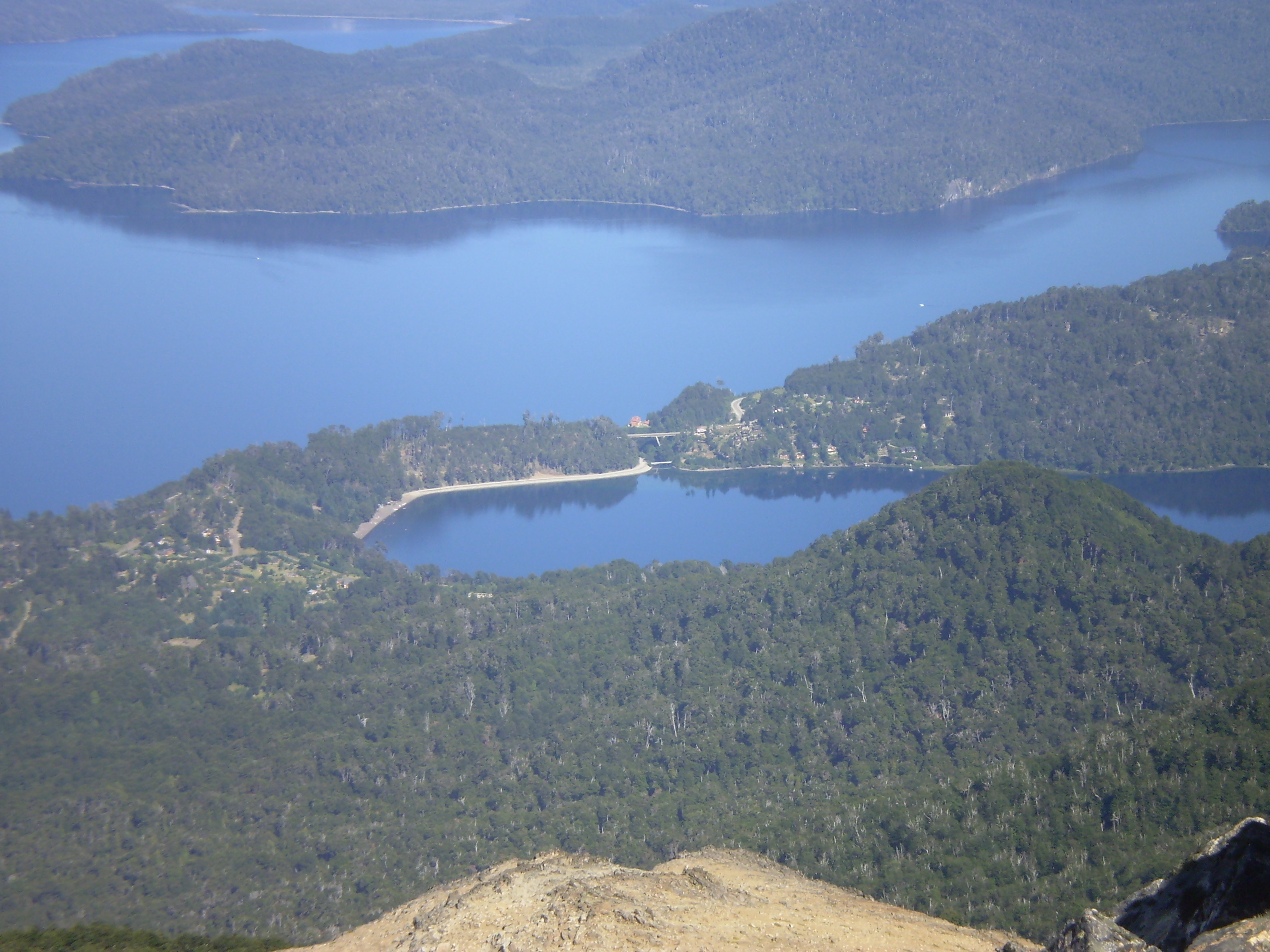
Vista del Lago Correntoso (delante) y el Lago Nahuel Huapi (atrás) desde el Cerro Bayo. En el centro de la imagen se ve el nacimiento del Río Correntoso (y el puente que lo cruza), pudiéndose apreciar su corta longitud.